# Municipio de Woodbridge (Nueva Jersey)
El municipio de Woodbridge (en inglés: Woodbridge Township) es un municipio ubicado en el condado de Middlesex en el estado estadounidense de Nueva Jersey. En el año 2010 tenía una población de 99,585 habitantes y una densidad poblacional de 1,588 personas por km².

## Demografía
Según la Oficina del Censo en 2000 los ingresos medios por hogar en el municipio eran de $60,683 y los ingresos medios por familia eran $68,492. Los hombres tenían unos ingresos medios de $49,248 frente a los $35,096 para las mujeres. La renta per cápita para la localidad era de $25,087. Alrededor del 4.8% de la población estaba por debajo del umbral de pobreza.